# Walkout
Walkout (engelska, 'gå ut') är en typ av strejk där de arbetande utan varsel lägger ner arbetet och gemensamt lämnar arbetsplatsen. Begreppet används sällan i Sverige då det i praktiken skulle vara synonymt med vild strejk.